# Conservatorio de Música de Sídney
El Conservatorio de Música de Sídney (en inglés: Sydney Conservatorium of Music) es una de las escuelas de música más antiguas y prestigiosas de Australia. Situada junto a los Reales Jardines Botánicos de Sídney, el Conservatorio incorpora una facultad de la Universidad de Sídney, el Conservatorio Academia Abierta basado en la comunidad y el Conservatorio de la Escuela Secundaria.
El edificio fue inscrito en el Registro del Patrimonio del Estado de Nueva Gales del Sur el 14 de enero de 2011.